# Atletica leggera ai Giochi della XVII Olimpiade - 400 metri ostacoli

1956-1960 Glenn Davis

La competizione dei 400 metri ostacoli di atletica leggera ai Giochi della XVII Olimpiade si è disputata nei giorni dal 31 agosto al 2 settembre allo Stadio Olimpico di Roma.

## L'eccellenza mondiale
| Campione olimpico 1956   | 50"1      | Glenn Davis   | Presente      |
| Campione europeo 1958    | 51"1      | Jurij Lituyev | Ritirato 1959 |
| Primatista mondiale      | 49"2 1958 | Glenn Davis   | Presente      |
| Vincitore dei Trials USA | 49"5      | Glenn Davis   | Presente      |

## La gara
Al primo turno solo gli americani corrono in tempi inferiori ai 51 secondi.
In finale Glenn Davis parte subito in testa, ma abbatte il secondo ostacolo e viene superato dal connazionale Howard e da Helmut Janz. Davis riprende il suo ritmo solo al sesto ostacolo e comincia una irresistibile rimonta. Raggiunge Janz al nono ostacolo e va a prendere Howard, che supera all'ultimo ostacolo. Davis vince con il nuovo record olimpico. Un'altra rimonta viene messa a segno dal connazionale Cushman, il terzo dei Trials, che da ultimo (al sesto ostacolo) recupera fino a cogliere un'insperata medaglia d'argento. Janz rimane fuori dal podio pur avendo corso in 49"9.
Il 49"3 di Glenn Davis è la terza miglior prestazione di tutti i tempi. Il tedesco Helmut Janz è il primo europeo ad infrangere la barriera dei 50 secondi (tempo manuale) nella specialità. Glenn Davis rimarrà a lungo l'unico atleta ad aver vinto due ori nella specialità. Il suo primato verrà eguagliato da Edwin Moses nel 1984.

## Risultati

### Turni eliminatori
| 6 Batterie   | 31 agosto    | 34 partenti   | Si qualificano i primi 2, più i 2 migliori tempi. |
| 2 Semifinali | 1º settembre | 7 + 7         | Si qualificano i primi 3.                         |
| Finale       | 2 settembre  | 6 concorrenti |                                                   |

### Batterie
| Pos. | Atleta                 | Nazione       | Tempo Ufficiale | Tempo Ufficioso |
| ---- | ---------------------- | ------------- | --------------- | --------------- |
| 1    | Bruno Galliker         | Svizzera      | 51"0            | 51"20           |
| 2    | Richard Wayne Howard   | Stati Uniti   | 51"2            | 51"32           |
| 3    | Anubes Ferraz da Silva | Brasile       | 52"1            | 52"25           |
| 4    | Max Boyes              | Gran Bretagna | 52"1            | 52"32           |
| 5    | Wiesław Król           | Polonia       | 52"4            | 52"52           |
| 6    | Mohamed Zouaki         | Marocco       | 52"5            | 55"65           |

| Pos. | Atleta             | Nazione          | Tempo Ufficiale | Tempo Ufficioso |
| ---- | ------------------ | ---------------- | --------------- | --------------- |
| 1    | Jan Gulbrandsen    | Norvegia         | 52"2            | 52"39           |
| 2    | Glenn Davis        | Stati Uniti      | 52"2            | 52"41           |
| 3    | Arnold Matsulevych | Unione Sovietica | 52"9            | 53"00           |
| 4    | George Shepherd    | Canada           | 53"0            | 53"05           |
| 5    | Marcel Lambrechts  | Belgio           | 53"5            | 53"67           |

| Pos. | Atleta                | Nazione       | Tempo Ufficiale | Tempo Ufficioso |
| ---- | --------------------- | ------------- | --------------- | --------------- |
| 1    | Clifton Cushman       | Stati Uniti   | 51"8            | 51"98           |
| 2    | Willi Matthias        | Germania      | 52"1            | 52"23           |
| 3    | Keiji Ogushi          | Giappone      | 52"4            | 52"58           |
| 4    | Christopher Goudge    | Gran Bretagna | 52"6            | 52"75           |
| 5    | Muhammad Yaqub        | Pakistan      | 52"8            | 52"91           |
| 6    | Mongi Soussi Zarrouki | Tunisia       | 54"3            | 54"34           |

| Pos. | Atleta             | Nazione          | Tempo Ufficiale | Tempo Ufficioso |
| ---- | ------------------ | ---------------- | --------------- | --------------- |
| 1    | Georgy Chevychalov | Unione Sovietica | 51"8            | 51"97           |
| 2    | Salvatore Morale   | Italia           | 52"0            | 52"13           |
| 3    | Per-Owe Trollsås   | Svezia           | 52"3            | 52"49           |
| 4    | Wolfgang Fischer   | Germania         | 53"2            | 53"35           |
| 5    | Dimitrios Skourtis | Grecia           | 53"7            | 53"85           |

| Pos. | Atleta           | Nazione   | Tempo Ufficiale | Tempo Ufficioso |
| ---- | ---------------- | --------- | --------------- | --------------- |
| 1    | Helmut Janz      | Germania  | 51"1            | 51"30           |
| 2    | Bartonjo Rotich  | Kenya     | 51"2            | 51"39           |
| 3    | Jussi Rintamäki  | Finlandia | 51"5            | 51"70           |
| 4    | Elio Catola      | Italia    | 51"8            | 51"94           |
| 5    | Fahir Özgüden    | Turchia   | 55"3            | 55"43           |
| 6    | Nazzar Al-Jamali | Iraq      | 58"0            |                 |

| Pos. | Atleta             | Nazione          | Tempo Ufficiale | Tempo Ufficioso |
| ---- | ------------------ | ---------------- | --------------- | --------------- |
| 1    | John Metcalf       | Gran Bretagna    | 52"1            | 52"24           |
| 2    | Moreno Martini     | Italia           | 52"1            | 52"26           |
| 3    | Boris Kriunov      | Unione Sovietica | 52"5            | 52"66           |
| 4    | Víctor Maldonado   | Venezuela        | 52"6            | 52"79           |
| 5    | Zdzisław Kumiszcze | Polonia          | 53"3            | 53"47           |
| 6    | Li Po-Ting         | Taiwan           | 54"1            | 54"23           |

### Semifinali
| Pos. | Atleta             | Nazione          | Tempo Ufficiale | Tempo Ufficioso |
| ---- | ------------------ | ---------------- | --------------- | --------------- |
| 1    | Glenn Davis        | Stati Uniti      | 51"1            | 51"20           |
| 2    | Jussi Rintamäki    | Finlandia        | 51"1            | 51"20           |
| 3    | Helmut Janz        | Germania         | 51"4            | 51"55           |
| 4    | Georgy Chevychalov | Unione Sovietica | 52"0            | 52"14           |
| 5    | Elio Catola        | Italia           | 52"3            | 52"44           |
| 6    | Jan Gulbrandsen    | Norvegia         | 52"4            | 52"56           |
| 7    | Moreno Martini     | Italia           | 52"4            | 52"57           |

| Pos. | Atleta               | Nazione       | Tempo Ufficiale | Tempo Ufficioso |
| ---- | -------------------- | ------------- | --------------- | --------------- |
| 1    | Clifton Cushman      | Stati Uniti   | 50"8            | 50"89           |
| 2    | Richard Wayne Howard | Stati Uniti   | 50"8            | 50"91           |
| 3    | Bruno Galliker       | Svizzera      | 51"3            | 51"47           |
| 4    | Salvatore Morale     | Italia        | 51"3            | 51"48           |
| 5    | Bartonjo Rotich      | Kenya         | 51"8            | 51"97           |
| 6    | Willi Matthias       | Germania      | 51"8            | 51"95           |
| 7    | John Metcalf         | Gran Bretagna | 52"5            | 52"72           |

### Finale
| Pos.    | Corsia | Atleta               | Età | Nazione     | Tempo Ufficiale | Tempo Ufficioso |
| ------- | ------ | -------------------- | --- | ----------- | --------------- | --------------- |
| Oro     | 6      | Glenn Davis          | 25  | Stati Uniti | 49"3            | 49"51           |
| Argento | 5      | Clifton Cushman      | 22  | Stati Uniti | 49"6            | 49"77           |
| Bronzo  | 1      | Richard Wayne Howard | 25  | Stati Uniti | 49"7            | 49"90           |
| 4       | 2      | Helmut Janz          | 26  | Germania    | 49"9            | 50"05           |
| 5       | 4      | Jussi Rintamäki      | 25  | Finlandia   | 50"8            | 50"98           |
| 6       | 3      | Bruno Galliker       | 28  | Svizzera    | 51"0            | 51"11           |